# Хенри Кавендиш
Хенри Кавендиш (на английски: Henry Cavendish) е английски учен, работил в областта на физиката и химията, член на Лондонското кралско научно общество. Известен е най-вече с откритието на водорода, който той нарича „запалим въздух“. По-късно Антоан Лавоазие повтаря неговия опит и дава името на химичния елемент.

## Биография
Роден е на 10 октомври 1731 г. в Ница, тогава в пределите на Сардинското кралство, където по това време се намира семейството му. Баща му е лорд Чарлз Кавендиш, девъншърски херцог, а майка му е лейди Ан Грей. Започва да учи в Кеймбриджкия университет през 1749 г., но през 1753 г. го напуска, преди да е завършил. Той наследява огромно състояние, което използва почти изцяло за своите научни експерименти.
Освен откритието на водорода, Кавендиш има и други постижения – отделя в чист вид въглероден диоксид и водород, установява състава на въздуха като смес основно от кислород и азот, пресмята масата и средната плътност на Земята, както и универсалната гравитационна константа.
Известен е с изключителната си благотворителна дейност. Той е много стеснителен и изглежда като странен чудак в очите на повечето хора, които го познават. Избягва контакта с жени. Много от неговите открития и експерименти не са публикувани и стават известни едва през XIX век, след като Джеймс Кларк Максуел започва да изучава подробно архивите на Хенри Кавендиш.
Умира на 24 февруари 1810 г. в Лондон на 78-годишна възраст.

## Книги онлайн
- Животът на уважаемия Хенри Кавендиш от Джордж Уилсън, Лондон, 1851.
- Експерименти с въздух от Хенри Кавендиш, Единбург: Уилям Клей (1893)
- „Средна плътност на Земята“ от Пойнтинг, Лондон: Charles Griffin and Company (1894).
- Законите на гравитацията: Мемоари на Нютон, Буге и Кавендиш, превод на Стенли Макензи, Ню Йорк: American Book Company (1900).